# Parkersburg (Wirginia Zachodnia)
Parkersburg – miasto w stanie Wirginia Zachodnia, w Stanach Zjednoczonych, nad rzeką Ohio, siedziba administracyjna hrabstwa Wood. Według spisu ludności w roku 2000 miasto liczyło 33 099 mieszkańców.